# Papilio melonius
Papilio melonius är en fjärilsart som beskrevs av Rothschild och Jordan 1906. Papilio melonius ingår i släktet Papilio och familjen riddarfjärilar.
Artens utbredningsområde är Jamaica. Inga underarter finns listade i Catalogue of Life.